# Strenge & Sohn
Strenge & Sohn war eine Werft an der Unterweser in Fünfhausen bei Brake.
Johann Friedrich Strenge übernahm die Werft 1848. Der Werftbetrieb wurde später von seinem Sohn weitergeführt. Bis 1925 wurden hier vorwiegend Segelschiffe gebaut. Das danach brachliegende Werftgelände wurde 1956 von der Werft C. Lühring übernommen.
Es wurden vorwiegend Schiffe für die Weser, Ems, Elbe und den Küstenbereich abgeliefert, wie Kähne, Kuffs, Tjalks, Ewer, Galiots und  Galeassen. Aber es entstanden auch rund 20 Seeschiffe, die als Schoner, Briggs und Barken die Werft verließen. Die Schiffe und Boote wurden überwiegend von Kunden aus der näheren Umgebung bestellt.
Die größten Schiffe, die Bark Ariadne (585 Registertonnen), wurde an J. H. Becker & Co. in Brake und die Bark Ocean (490 Registertonnen) wurde an E. H. Schwarting in Brake geliefert.